# Historie z dreszczykiem
Historie z dreszczykiem (ang. Creeped out) – kanadyjsko-brytyjski serial młodzieżowy, dostępny w Polsce od 4 października 2018 w serwisie Netflix.

## Fabuła
Historie z dreszczykiem to antologia strasznych historii dla dzieci. W każdym z odcinków przedstawiana jest inna historia spotkania z siłami pozaziemskimi, czarną magią. W każdym odcinku występuje też postać w masce zwana obserwatorem która kolekcjonuje każde z tych spotkań.

## Spis odcinków
| №                                     | Tytuł polski        | Tytuł angielski      |
| ------------------------------------- | ------------------- | -------------------- |
| SERIA PIERWSZA (Premiera: 04.10.2018) |                     |                      |
| 01                                    | Marti               | Marti                |
| 02                                    | Teatrzyk kukiełkowy | Slapstick            |
| 03                                    | Opiekunka           | Kindlesticks         |
| 04                                    | Odznaka za odwagę   | Bravery Badge        |
| 05                                    | Kocia karma         | Cat Food             |
| 06                                    | Strollowany         | Trolled              |
| 07                                    | Szopa strachu       | Shed No Fear         |
| 08                                    | Głos                | The Call             |
| 09                                    | Chłopiec zwany Red  | A Boy Called Red     |
| 10                                    | Kosmita             | Spaceman             |
| 11                                    | Podróżnik           | The Traveller        |
| 12                                    | Cyrk                | Side Show            |
| 13                                    | Cyrk                | Side Show            |
| SERIA DRUGA (Premiera: 04.10.2019)    |                     |                      |
| 14                                    | Jeszcze minutkę     | One More Minute      |
| 15                                    | Powalenie           | The Takedown         |
| 16                                    | Pomocy!             | Help                 |
| 17                                    | Wielomiejsce        | The Many Place       |
| 18                                    | Jedynak             | Only Child           |
| 19                                    | Bez filtrów         | No Filter            |
| 20                                    | Spięty Mikołaj      | Splinta Claws        |
| 21                                    | Swędzenie           | Itchy                |
| 22                                    | Nękakość            | Tilly Bone           |
| 23                                    | Nieszczęsna piątka  | The Unfortunate Five |

## Wersja polska
Wersja polska: Start International Polska
Reżyseria:
- Elżbieta Kopocińska (odc. 1-16, 18, 23),
- Maciej Kowalski (odc. 17, 19-22)

Tłumaczenie i dialogi:
- Magdalena Dwojak (seria 1),
- Piotr Radziwiłowicz (seria 2)

Dźwięk i montaż:
- Monika Szuszkiewicz (odc. 1-16, 18, 23),
- Piotr Wierciński (odc. 17, 19-22)

Kierownictwo produkcji: Zuzanna Brylska
Wystąpili:
- Magdalena Wasylik – Narratorka
- Justyna Bojczuk –
  - Kim (odc. 1),
  - Claudia (odc. 22)
- Zuzanna Gajownik – Millie (odc. 1)
- Bernard Lewandowski –
  - Keith (odc. 1),
  - Stu (odc. 5)
- Justyna Kowalska –
  - Amy (odc. 1),
  - Jessie (odc. 2)
- Paweł Ciołkosz –
  - Marti (odc. 1),
  - Tata chłopca (odc. 2),
  - Chas (odc. 3)
- Agnieszka Fajlhauer –
  - Głos z BOK-u (odc. 1),
  - Mama Patty (odc. 2),
  - Jean (odc. 9),
  - Claire (odc. 14)
- Monika Chrząstowska – Mama Jessie (odc. 2)
- Przemysław Glapiński –
  - Tata Jessie (odc. 2),
  - Hawkins (odc. 23)
- Patryk Czerniejewski –
  - The Bottler (odc. 2),
  - Sam (odc. 6)
- Tomasz Borkowski –
  - Kukiełka (odc. 2),
  - Pan Thorne (odc. 3),
  - Darrel (odc. 8)
- Miłogost Reczek – Pan Blackteeth (odc. 2)
- Weronika Humaj –
  - Patty (odc. 2),
  - Pearl (odc. 8)
- Andrzej Andrzejewski –
  - Pan Sanford (odc. 2),
  - Andrew (odc. 9)
- Ewa Prus –
  - Kukiełka (odc. 2),
  - Mama chłopca (odc. 2),
  - Gail (odc. 6)
- Aleksandra Radwan –
  - Esme (odc. 3),
  - Faye (odc. 23)
- Artur Kozłowski – Ashley (odc. 3)
- Anna Szymańczyk – Pani Thorne (odc. 3)
- Anna Ułas –
  - Pani Tuthill (odc. 3),
  - Abigail (odc. 7),
  - Hannah (odc. 8)
- Katarzyna Wincza –
  - Missy Tuthill (odc. 3),
  - Max (odc. 17)
- Natalia Jankiewicz –
  - Janie (odc. 4),
  - Gudge (odc. 12-13)
- Julia Siechowicz – Arlene (odc. 4)
- Zofia Modej – Jo (odc. 4)
- Agata Wątróbska – Paxton (odc. 4)
- Maja Konkel –
  - Dent (odc. 4),
  - Puck (odc. 12-13)
- Jolanta Wołłejko – Pani McMurtle (odc. 5)
- Dominika Pasternak – Kelly (odc. 5)
- Marta Wardyńska – Mama (odc. 5)
- Marta Markowicz – Naini (odc. 6)
- Przemysław Niedzielski – Fitzy (odc. 6)
- Jacek Bursztynowicz – Pan Herabius (odc. 6)
- Jakub Jankiewicz – Greg (odc. 7)
- Otar Saralidze – Dave (odc. 7)
- Szymon Roszak – Kelsey (odc. 7)
- Grzegorz Kwiecień –
  - Pan Moss (odc. 7),
  - Kid Herc (odc. 12-13)
- Jakub Gawlik – Danny (odc. 8)
- Marta Wągrocka –
  - Pui (odc. 8),
  - Mama (odc. 16)
- Antoni Scardina –
  - Vincent (odc. 9),
  - Rich (odc. 14),
  - Crispin (odc. 16)
- Lila Wassermann – Młoda Jean (odc. 9)
- Igor Borecki – Młody Andrew (odc. 9)
- Jan Szydłowski – Thomas (odc. 10)
- Filip Rogowski – Henry (Spud) (odc. 10)
- Lidia Sadowa –
  - Mama (odc. 10),
  - Pani Gunson (odc. 11)
- Maksymilian Michasiów – Stan (odc. 10)
- Karolina Bacia –
  - Jodie (odc. 11),
  - Cass (odc. 22)
- Karol Jankiewicz –
  - Brandon (odc. 11),
  - Palooka (odc. 12-13)
- Elżbieta Kopocińska –
  - June (odc. 11),
  - Ava (odc. 16)
- Janusz Wituch –
  - Baz Warren (odc. 11),
  - Zephaniah (odc. 12-13)
- Karol Kwiatkowski –
  - Ace (odc. 12-13),
  - Georgie (odc. 21)
- Magdalena Herman-Urbańska –
  - Indigo (odc. 12-13),
  - Jude (odc. 23),
  - Carrie
- Krzysztof Rogucki – Jack (odc. 14)
- Damian Kulec – Jack (odc. 14)
- Michał Mostowiec – Carlos (odc. 14)
- Mikołaj Jodliński –
  - Carlos (odc. 14),
  - Lucky (odc. 15)
- Michał Rosiński – Aiden (odc. 14)
- Mateusz Narloch –
  - Aiden (odc. 14),
  - Lincoln (odc. 15)
- Karolina Gwóźdź – Alexa (odc. 15)
- Paweł Szczesny –
  - Carter (odc. 15),
  - Tata (odc. 19)
- Antonina Żbikowska – Molly (odc. 16)
- Zuzanna Bernat – Nita (odc. 17)
- Iwo Wiciński – Jett (odc. 17)
- Jan Kulczycki –
  - Hydraulik (odc. 17),
  - Mikołaj (odc. 20)
- Katarzyna Domalewska – Mia (odc. 18)
- Anna Sztejner – Rosemary (odc. 18)
- Mateusz Łasowski – Julian (odc. 18)
- Przemysław Wyszyński – Głos z głośnika (odc. 18)
- Julia Łukowiak – Marcy (odc. 19)
- Magda Kusa – Keira (odc. 19)
- Paulina Holtz –
  - Glams (odc. 19),
  - Pani Connor (odc. 20)
- Maciej Dybowski –
  - Brock (odc. 19),
  - Gabe (odc. 21)
- Jakub Jóźwik – Lawrence (odc. 20)
- Jakub Szydłowski – Mikey (odc. 20)
- Maksymilian Bogumił – Elf (odc. 20)
- Zuzanna Jaźwińska – Frankie (odc. 21)
- Sara Lewandowska – Rocky (odc. 21)
- Anisa Raik – Trenerka (odc. 21)
- Karol Osentowski – Nate (odc. 22)
- Marta Czarkowska – Alice (odc. 22)
- Barbara Garstka – Junebug (odc. 22)
- Olaf Marchwicki – Feng (odc. 23)
- Marta Dobecka
- Magdalena Osińska
- Lena Schimscheiner
- Agata Skórska
- Piotr Warszawski
- Jakub Wieczorek
- Paweł Wojtaszek